# Natürliche Umwelt

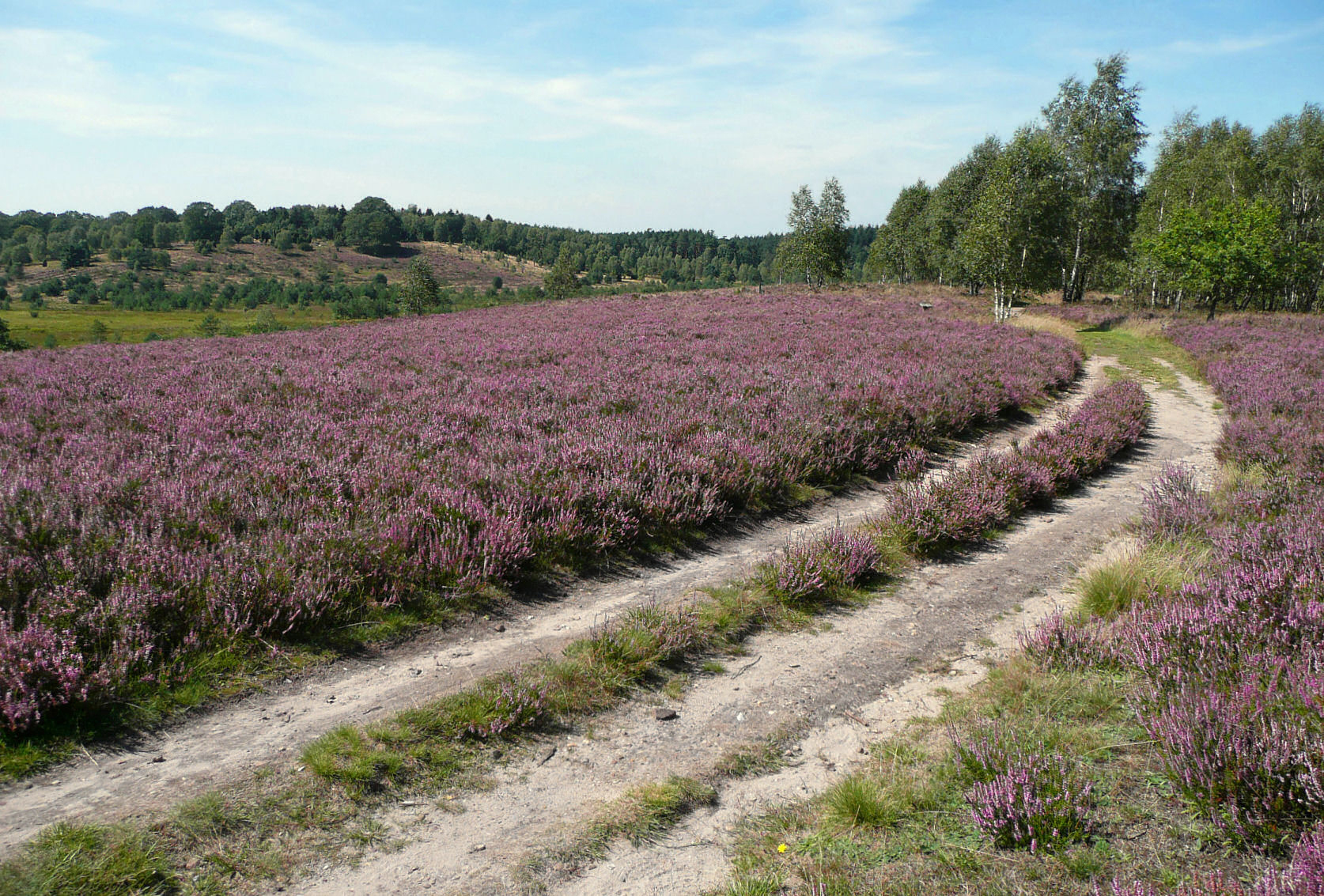
Der Mensch prägt seine natürliche Umwelt bereits seit der Steinzeit: hier die Lüneburger Heide, entstanden durch Überweidung zuvor vorhandener Wälder.

Der Kohlenstoffzyklus ist ein globaler Stoffkreislauf, in den der Mensch durch Entnahme fossiler Energieträger und Ausstoß CO_{2}-reicher Abgase in die natürliche Umwelt massiv eingreift.

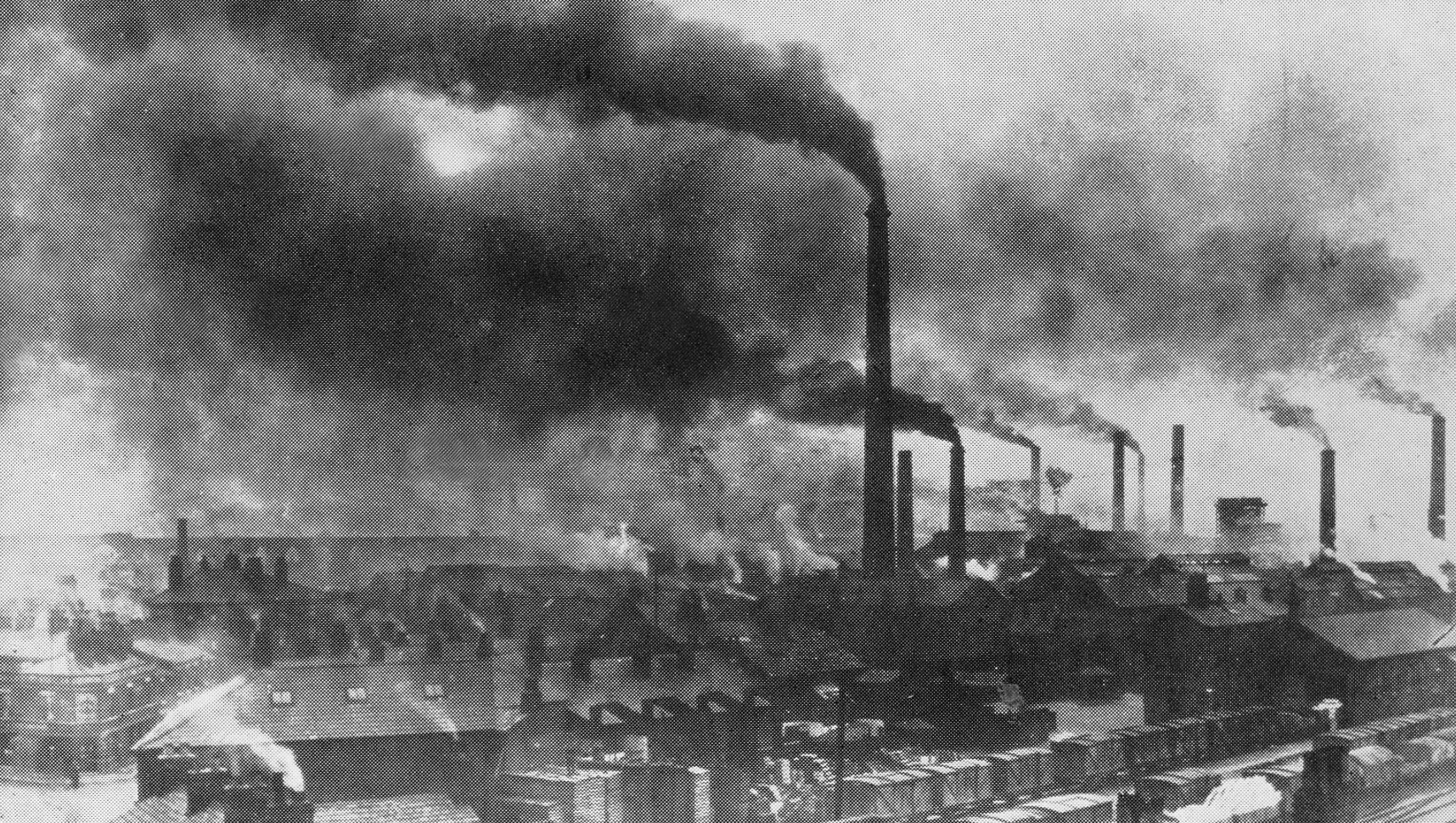
Für die Industrialisierung wurden der natürlichen Umwelt nicht regenerierbare Stein- und Braunkohle entnommen, in die Luft nicht oder nur begrenzt abbaubarer Rauch und CO_{2} ausgestoßen.

Natürliche Umwelt ist ein Begriff, der vor allem in der Biologie (Zoologie, Botanik), Ökologie, den Geowissenschaften und in den Wirtschaftswissenschaften Verwendung findet.

## Definition
Unter der natürlichen Umwelt wird das charakteristische Vorkommen einer Art in einer bestimmten geographischen und klimatischen Region und in Nachbarschaft anderer Organismen oder natürlicher Faktoren verstanden. In der Biologie wird der charakteristische Lebensraum einer Art durch den Begriff Habitat bezeichnet.
Bei der natürlichen Umwelt handelt es sich um ein komplexes System, das die Elemente oder Subsysteme Lebewesen, Erdatmosphäre (die Luft), Hydrosphäre (die Gesamtheit der Gewässer), die Lithosphäre (den Boden mit den Bodenschätzen) und die zwischen diesen bestehenden Beziehungen beinhaltet.
Als Ökosystem kann die natürliche Umwelt so verstanden werden, dass sie als eine Gesamtmenge aus vielfältigen funktionellen Einheiten zusammengesetzt ist, die aus lebenden Organismen und unbelebter Natur besteht. Eine Voraussetzung für die Existenz des auf der Erde bestehenden Systems der natürlichen Umwelt ist die Sonnenenergie, die von der Sonne, also von außerhalb des Systems stammt.

## Der Mensch und seine natürliche Umwelt
Der Mensch – ebenso wie andere lebende Organismen – befriedigt aus seiner natürlichen Umwelt seine unmittelbaren Existenzbedürfnisse (z. B. Luft zum Atmen, Wasser zum Trinken, Nahrung). Darüber hinaus gewinnt er aus ihr Rohstoffe wie beispielsweise Bodenschätze, Holz, Rohstoffe aus gesammelten Pflanzen, erbeuteten Fischen und Wild sowie Agrarrohstoffe, die der Produktion von Gütern dienen (Energieträger, Baustoffe, Werkstoffe) und so unmittelbar als Konsumgüter oder mittelbar als Investitionsgüter dem Konsum dienen. Schließlich dient die natürliche Umwelt auch der Aufnahme stofflicher und energetischer Rückstände aus Produktion und Konsum, d. h. Müll, Abwasser und Abgase ebenso wie Abwärme.
Von den natürlichen Ressourcen sind Bodenschätze einschließlich fossiler Energieträger nicht erneuerbar, andere wie nachwachsende Rohstoffe (Pflanzen, Tiere) wachsen nur begrenzt nach. Die in der natürlichen Umwelt hinterlassenen Rückstände (Müll) werden nicht oder nur eingeschränkt abgebaut. Werden der natürlichen Umwelt mehr Ressourcen entnommen als nachwachsen können oder werden mehr Rückstände hinterlassen, als abgebaut werden können, kommt es zu Umweltbelastungen.